# Trias środkowy
| System                        | Oddział  | Piętro    | Wiek (mln lat) |
| ----------------------------- | -------- | --------- | -------------- |
| Jura                          | wczesna  | Hettang   | młodsze        |
| Trias                         | Górny    | Retyk     | 201,3–208,5    |
| Trias                         | Górny    | Noryk     | 208,5–227,0    |
| Trias                         | Górny    | Karnik    | 227,0–237,0    |
| Trias                         | Środkowy | Ladyn     | 237,0–242,0    |
| Trias                         | Środkowy | Anizyk    | 242,0–247,2    |
| Trias                         | Dolny    | Olenek    | 247,2–251,2    |
| Trias                         | Dolny    | Ind       | 251,2–251,902  |
| Perm                          | Loping   | Czangsing | starsze        |
| Podział według ICS, luty 2017 |          |           |                |

Środkowy trias (ang. Middle Triassic)
- w sensie geochronologicznym: środkowa epoka triasu (era mezozoiczna), trwająca około 10,2 milionów lat (od 247,2 do ~237 mln lat temu). Jest to epoka młodsza od wczesnego triasu a starsza od późnego triasu. Środkowy trias dzieli się na dwa wieki: anizyk i ladyn.

- w sensie chronostratygraficznym: drugi oddział triasu, wyższy od triasu dolnego a niższy od triasu górnego. Dzieli się na dwa piętra: anizyk i ladyn.